# Giuseppe Salvia

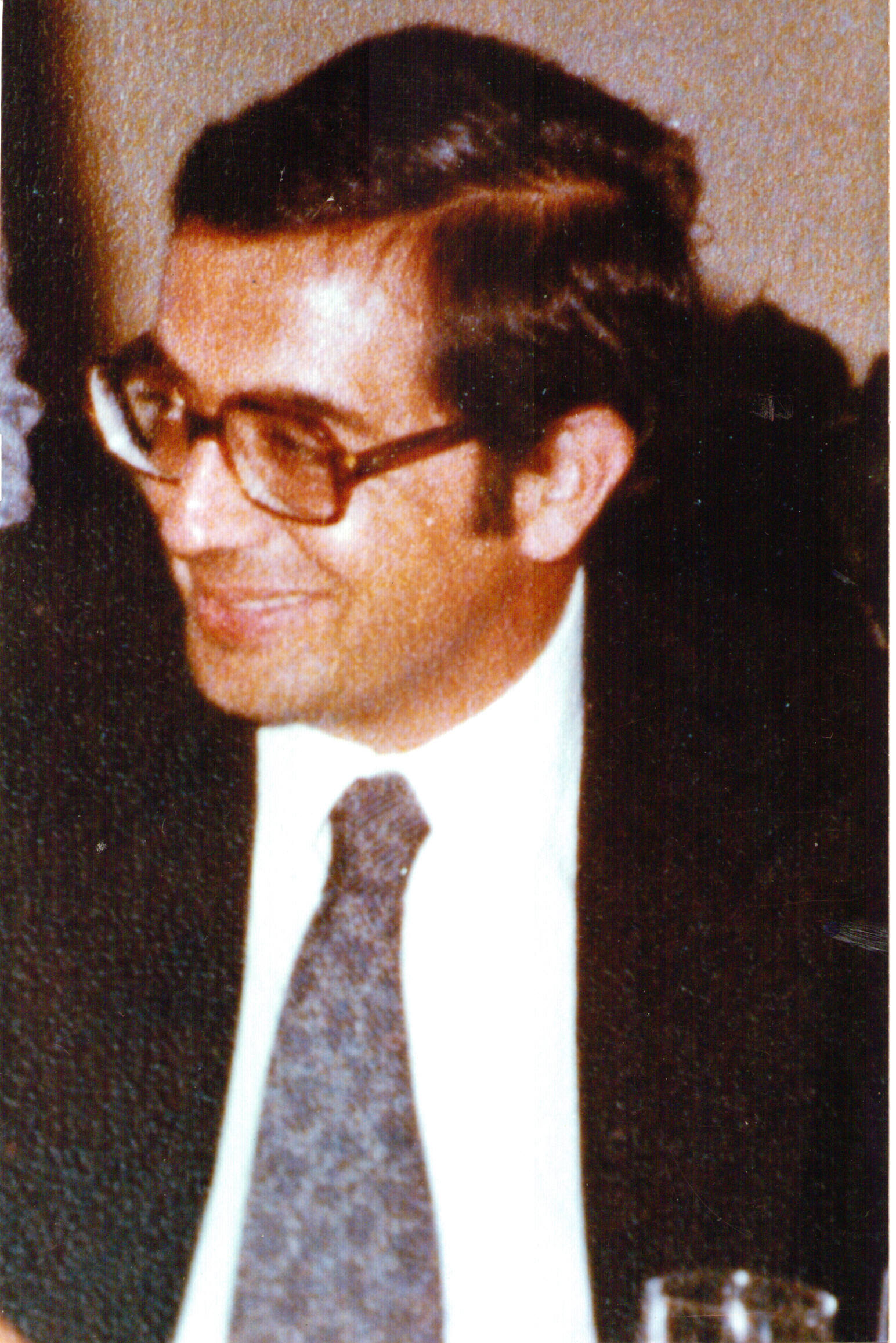
Giuseppe Salvia

Giuseppe Salvia (Capri, 21 gennaio 1943 – Napoli, 14 aprile 1981) è stato un funzionario italiano, vicedirettore e responsabile del reparto di massima sicurezza del carcere di Poggioreale a Napoli, vittima della criminalità organizzata, assassinato dalla Nuova Camorra Organizzata di Raffaele Cutolo.

## Biografia
Giuseppe Salvia nacque a Capri nel 1943 da Antonino e Amalia D'Anchise. Si trasferì a Napoli a 13 anni per frequentare il convitto Bianchi dove terminò gli studi classici. Si laureò presso la Facoltà di Giurisprudenza dell'Università degli Studi di Napoli Federico II e, successivamente, dopo aver conseguito l'abilitazione all'esercizio della professione di avvocato, superò il concorso come vice-direttore di istituto penitenziario intraprendendo la carriera direttiva nell'amministrazione penitenziaria italiana.
Nel 1973 venne nominato vicedirettore del carcere di Poggioreale e visse da protagonista il periodo della violenta faida tra le organizzazioni camorristiche che si stavano fronteggiando per il controllo del territorio campano e che coinvolse direttamente anche il penitenziario partenopeo dove era recluso un gran numero di camorristi.
Il 7 novembre del 1980 Salvia si scontrò direttamente con Raffaele Cutolo, boss della Nuova Camorra Organizzata. Al rientro in carcere dopo un'udienza di un processo in cui era coinvolto, Cutolo non volle essere perquisito come prescritto dal regolamento. Gli agenti penitenziari, che temevano ripercussioni, si rivolsero al vicedirettore che perquisì personalmente il detenuto. Per il boss questo rappresentava una sfida che poteva minare la sua autorità quale capo indiscusso dell'organizzazione criminale. Cutolo reagì stizzito e tentò di schiaffeggiare Salvia. Pochi giorni dopo, in concomitanza con il terremoto che sconvolse l'Irpinia, nel carcere di Poggioreale avvenne una resa dei conti tra fazioni rivali con l'uccisione di alcuni detenuti avversari di Cutolo. Salvia, dopo aver messo al sicuro la famiglia, si recò in carcere dove rimase per due giorni per cercare di rendere migliori e più sicure le condizioni per i detenuti.
Nei mesi successivi Salvia capì di essere ormai una persona scomoda nel mirino della camorra e chiese il trasferimento. Anche in precedenza era stato oggetto di tentativi di corruzione da parte dei camorristi e di minacce e intimidazioni. Il suo nome fu rinvenuto nel cosiddetto "libro nero " delle Brigate Rosse.

## L'omicidio
Il 14 aprile del 1981 Salvia fu ucciso in un agguato sulla tangenziale di Napoli, avvenuto all'altezza dello svincolo dell'Arenella.

## Le indagini e le condanne
Per questo delitto Raffaele Cutolo scontò l'ergastolo quale mandante. 6 gli uomini ritenuti esecutori materiali del delitto, tra cui Mario Incarnato e Roberto Cutolo. L'ordine era stato trasmesso a Rosetta Cutolo, che a sua volta avrebbe dato l'incarico al gruppo criminale.

## Riconoscimenti
- La città di Capri ha intitolato a Salvia la scuola dell'infanzia di via Tiberio; la scuola fu oggetto di un attacco vandalico nel 2014.[8]
- Nel 1984 Giuseppe Salvia è stato insignito della Medaglia d'oro al valor civile.[9]
- Il carcere di Poggioreale, dove Salvia prestava servizio, è stato a lui intitolato nel 2013.[10]